# Романовка (Попельнянский район)
Рома́новка (укр. Романівка) — село в Попельнянском районе Житомирской области Украины.

## Географическое положение
Романовка расположена на правом берегу реки Унавы (бассейн Днепра). Село занимает площадь 2,879 км². Через Романовку проходит автодорога Фастов — Попельня.

## История
Село известно с 1550 года.
Численность населения по переписи 2001 года составляла 719 человек.

## Известные уроженцы, жители
- Ступницкий, Леонид Васильевич (1914—1984) — украинский журналист и публицист.

## Местный совет
Село Романовка — административный центр Романовского сельского совета.
Адрес местного совета: 13531, Житомирская область, Попельнянский р-н, с. Романовка, ул. Рыльского, 2; тел. 71-2-35.

## Достопримечательности
В селе Романовка находится музей-усадьба украинского поэта Максима Рыльского.